# The Honourable Woman
The Honourable Woman es una miniserie emitida del 3 de julio del 2014 hasta el 21 de agosto del 2014 por medio de las cadenas BBC Two y SundanceTV. Antes de estrenarse en la televisión, se emitió un avance de la misma el 7 de abril de 2014 por el "MIPTV Media Market".
Durante la presentación del "Television Critics Association" en el 2014, el director de la miniserie, Hugo Blick, anunció que la serie no tendría una segunda temporada.

## Argumento
Ocho años después de asumir el control del negocio familiar de su hermano, a Nessa Stein, una mujer de negocios anglo israelí, le conceden un título vitalicio por su dedicación continuada en el proceso de paz en Oriente Medio. Cuando su socio comercial muere en un aparente suicidio, se ve obligada a retrasar la tercera fase de un antiguo proyecto bastante ambicioso: conectar Cisjordania con cables de fibra óptica. Algunos accionistas maniobran para ejercer su influencia sobre esta aventura comercial. Sin embargo, la familia Stein se enfrenta a un gran dilema cuando secuestran a Kasim, el hijo de Atika, una amiga íntima de Nessa.

## Reparto

### Personajes principales
| Actor              | Personaje         | Ocupación               | N.º de episodios | Duración |
| ------------------ | ----------------- | ----------------------- | ---------------- | -------- |
| Maggie Gyllenhaal  | Nessa Stein       | Directora de Zionist    | 8                | 2014     |
| Stephen Rea        | Hugh Hayden-Hoyle | Espía del MI6           | 8                | 2014     |
| Lubna Azabal       | Atika Halibi      | Niñera                  | 8                | 2014     |
| Janet McTeer       | Dama Julia Walsh  | Directora del MI6       | 8                | 2014     |
| Eve Best           | Monica Chatwin    | Agente del MI6          | 8                | 2014     |
| Genevieve O'Reilly | Frances Pirsig    | Asistente personal      | 7                | 2014     |
| Andrew Buchan      | Ephra Stein       | Hermano de Nessa        | 7                | 2014     |
| Tobias Menzies     | Nathaniel Bloom   | Guardaespaldas de Nessa | 6                | 2014     |

### Personajes secundarios
| Actor               | Personaje             | Ocupación                  | N.º de Episodios | Duración |
| ------------------- | --------------------- | -------------------------- | ---------------- | -------- |
| Katherine Parkinson | Rachel Stein          | Esposa de Ephra            | 8                | 2014     |
| Lindsay Duncan      | Anjelica Hayden-Hoyle | Exesposa de Hugh           | 6                | 2014     |
| Martin Hutson       | Max Boorman           | -                          | 6                | 2014     |
| Yigal Naor          | Shlomo Zahary         | Aliado de la familia Stein | 6                | 2014     |
| Nicole Lopes        | Mazel Stein           | -                          | 5                | 2014     |
| George Georgiou     | Magdi Muraji          | -                          | 5                | 2014     |
| Reeve Fletcher      | Hannah Stein          | -                          | 5                | 2014     |
| Philip Arditti      | Saleh Al-Zahid        | -                          | 5                | 2014     |
| Nicholas Woodeson   | Judah Ben-Shahar      | -                          | 4                | 2014     |
| Oliver Bodur        | Kasim                 | -                          | 4                | 2014     |
| Martin McDougall    | Harlan Berkoff        | General de la Brigada      | 3                | 2014     |
| Richard Katz        | Aron Yavin            | -                          | 3                | 2014     |
| Jacob Krichefski    | Yaniv Levi            | -                          | 3                | 2014     |
| John Mackay         | Caleb Schwako         | -                          | 3                | 2014     |
| Nasser Memarzia     | Zahid Al-Zahid        | -                          | 3                | 2014     |
| Raad Rawi           | Jalal El-Amin         | -                          | 3                | 2014     |
| Tom Bateman         | Greene                | Agente                     | 2                | 2014     |
| Aidan Stephenson    | Eli Stein             | -                          | 2                | 2014     |

## Episodios
La miniserie está compuesta por ocho episodios.
| N.º de Episodio | Título en España          | Título original        | Fecha de emisión original (Reino Unido) |
| --------------- | ------------------------- | ---------------------- | --------------------------------------- |
| 1               | «La silla vacía»          | The Empty Chair        | 3 de julio de 2014                      |
| 2               | «El marido infiel»        | The Unfaithful Husband | 10 de julio de 2014                     |
| 3               | «La llamada de la muerte» | The Killing Call       | 17 de julio de 2014                     |
| 4               | «Cortar cintas»           | The Ribbon Cutter      | 24 de julio de 2014                     |
| 5               | «Dos corazones»           | Two Hearts             | 31 de julio de 2014                     |
| 6               | «La línea madre»          | The Mother Line        | 7 de agosto de 2014                     |
| 7               | «El socavón vacío»        | The Hollow Wall        | 14 de agosto de 2014                    |
| 8               | «El cuchillo de pelar»    | The Paring Knife       | 21 de agosto de 2014                    |

## Premios y nominaciones
| Año  | Categoría                                                                               | Premio                    | Nominada (o)         | Resultado |
| ---- | --------------------------------------------------------------------------------------- | ------------------------- | -------------------- | --------- |
| 2014 | Outstanding Performance by a Female Actor in a Television Movie or Miniseries           | Screen Actors Guild Award | Maggie Gyllenhaal    | Nominada  |
| 2014 | Best Actress in a Miniseries or a Motion Picture Made for Television                    | Satellite Award           | Maggie Gyllenhaal    | Nominada  |
| 2014 | Best Actor in a Miniseries or a Motion Picture Made for Television                      | Satellite Award           | Stephen Rea          | Nominado  |
| 2014 | Best Miniseries                                                                         | Satellite Award           | The Honourable Woman | Nominada  |
| 2015 | Best Performance by an Actress in a Mini-Series or a Motion Picture Made for Television | Golden Globe Award        | Maggie Gyllenhaal    | Ganadora  |

## Producción
La miniserie fue dirigida y escrita por Hugo Blick. Fue producida por Abi Bach, con el apoyo de las compañías productoras "Drama Republic", "Eight Rooks Productions" y "SundanceTV". La cinematografía estuvo bajo el cargo de Zac Nicholson y George Steel, mientras que la edición contó con la participación de Jason Krasucki.
La miniserie comenzó a grabarse en julio de 2013 y finalmente se estrenó a principios de julio de 2014.
La música estuvo bajo el cargo de Martin Phipps.

### Emisión en otros países
| País          | Cadenas       | Fecha de inicio                         | Fecha de finalización |
| ------------- | ------------- | --------------------------------------- | --------------------- |
| Australia     | BBC First ABC | 15 de septiembre de 2014 agosto de 2015 | -                     |
| Canadá        | CBC           | 29 de septiembre de 2014                | -                     |
| España        | Canal+        | 26 de octubre de 2014                   | -                     |
| Latinoamérica | TNT Series    | 22 de agosto de 2015                    | -                     |